# Ronaldo Vieira
Ronaldo Augusto Vieira Nan (Bissau, 19 luglio 1998) è un calciatore guineense naturalizzato inglese, centrocampista del S.J. Earthquakes.

## Biografia
Nato a Bissau, si è trasferito in Portogallo a cinque anni, dopo la morte del padre. Nel 2011 si è stabilito in Inghilterra, a Batley, dove ha giocato per alcune scuole calcio locali. Ha un fratello gemello, Romário, anch'egli calciatore.

## Caratteristiche tecniche
Centrocampista centrale. Nella sua esperienza alla Sampdoria è stato utilizzato come centrale davanti alla difesa, talvolta nel ruolo di mezzala in un centrocampo a 3. Nel 2018 è stato nominato dal CIES Football Observatory tra i migliori giocatori under-20 del calcio europeo, piazzandosi al ventesimo posto.
gran giocatore.

## Carriera

### Club

#### Leeds United
Il 5 maggio 2016 ha firmato il primo contratto professionistico con il Leeds Utd, della durata di due anni. Ha esordito due giorni dopo, nella partita di Championship pareggiata per 1-1 contro il Preston N.E.. Il 24 maggio 2017, dopo un'ottima stagione a livello individuale, in cui è stato nominato il miglior giovane del club, prolunga fino al 2021.

#### Sampdoria e prestito al Verona
Il 1º agosto 2018 viene acquistato a titolo definitivo dalla Sampdoria, con cui si lega con un contratto quinquennale.
Il 2 settembre 2018 gioca la sua prima partita in Serie A con la maglia dei blucerchiati, subentrando ad Albin Ekdal al minuto 83' nel match casalingo contro il Napoli terminato per 3-0.
Il 3 ottobre 2020 viene ceduto in prestito al Verona. Il 28 ottobre seguente sigla la sua prima rete italiana, nella partita di Coppa Italia pareggiata 3-3 contro il Venezia (vinta poi 6-4 ai rigori dagli scaligeri).

#### Ritorno alla Sampdoria e prestito al Torino
Nell'estate 2021, Vieira torna alla Sampdoria, dove disputa una stagione e mezzo in Serie A.
Il 31 gennaio 2023, rinnova il proprio contratto con la società fino al 2027, prima di essere ceduto in prestito con diritto di riscatto al Torino, nell'ambito dell'operazione di mercato che vede Emirhan İlkhan compiere il percorso opposto.
A fine prestito fa ritorno alla Sampdoria, con cui milita per altri due anni (trovando poco spazio a causa di problemi fisici) prima di lasciare il club.

#### San Jose Earthquakes
Il 7 agosto 2025 viene ceduto a titolo definitivo al S.J. Earthquakes.

### Nazionale
In possesso della cittadinanza guineense e di quella portoghese, nel 2017 è stato convocato con la nazionale Under-20 inglese per il Torneo di Tolone, poi vinto dalla rappresentativa britannica.

## Statistiche

### Presenze e reti nei club
Statistiche aggiornate al 22 giugno 2025.
| Stagione         | Squadra          | Campionato       | Campionato | Campionato | Coppe nazionali | Coppe nazionali | Coppe nazionali | Coppe continentali | Coppe continentali | Coppe continentali | Altre coppe | Altre coppe | Altre coppe | Totale | Totale |
| Stagione         | Squadra          | Comp             | Pres       | Reti       | Comp            | Pres            | Reti            | Comp               | Pres               | Reti               | Comp        | Pres        | Reti        | Pres   | Reti   |
| ---------------- | ---------------- | ---------------- | ---------- | ---------- | --------------- | --------------- | --------------- | ------------------ | ------------------ | ------------------ | ----------- | ----------- | ----------- | ------ | ------ |
| 2015-2016        | Leeds Utd        | FLC              | 1          | 0          | FACup+CdL       | -               | -               | -                  | -                  | -                  | -           | -           | -           | 1      | 0      |
| 2016-2017        | Leeds Utd        | FLC              | 34         | 1          | FACup+CdL       | 0+4             | 0               | -                  | -                  | -                  | -           | -           | -           | 38     | 1      |
| 2017-2018        | Leeds Utd        | FLC              | 28         | 0          | FACup+CdL       | 0+4             | 1               | -                  | -                  | -                  | -           | -           | -           | 32     | 1      |
| Totale Leeds Utd | Totale Leeds Utd | Totale Leeds Utd | 63         | 1          |                 | 8               | 1               |                    | -                  | -                  |             | -           | -           | 71     | 2      |
| 2018-2019        | Sampdoria        | A                | 14         | 0          | CI              | 1               | 0               | -                  | -                  | -                  | -           | -           | -           | 15     | 0      |
| 2019-2020        | Sampdoria        | A                | 27         | 0          | CI              | 2               | 0               | -                  | -                  | -                  | -           | -           | -           | 29     | 0      |
| 2020-2021        | Verona           | A                | 4          | 0          | CI              | 1               | 1               | -                  | -                  | -                  | -           | -           | -           | 5      | 1      |
| 2021-2022        | Sampdoria        | A                | 14         | 0          | CI              | 1               | 0               | -                  | -                  | -                  | -           | -           | -           | 15     | 0      |
| 2022-gen. 2023   | Sampdoria        | A                | 16         | 0          | CI              | 1               | 0               | -                  | -                  | -                  | -           | -           | -           | 17     | 0      |
| gen.-giu. 2023   | Torino           | A                | 2          | 0          | CI              | -               | -               | -                  | -                  | -                  | -           | -           | -           | 2      | 0      |
| 2023-2024        | Sampdoria        | B                | 13         | 0          | CI              | 1               | 0               | -                  | -                  | -                  | -           | -           | -           | 14     | 0      |
| 2024-2025        | Sampdoria        | B                | 18+2       | 0          | CI              | 3               | 0               | -                  | -                  | -                  | -           | -           | -           | 23     | 0      |
| Totale Sampdoria | Totale Sampdoria | Totale Sampdoria | 102+2      | 0          |                 | 9               | 0               |                    | -                  | -                  |             | -           | -           | 113    | 0      |
| Totale carriera  | Totale carriera  | Totale carriera  | 172        | 1          |                 | 18              | 2               |                    | -                  | -                  |             | -           | -           | 190    | 3      |